# Хитрово, Михаил Елисеевич
Михаил Елисеевич Хитрово (иногда: Михаил Алексеевич; 1765 — 18 июля 1848) — русский военачальник, генерал-майор.

## Биография
Родился в 1765 году. Выходец из старинной и влиятельной дворянской семьи Хитрово. В десятилетнем возрасте, по традициями того времени, был записан сержантом в Лейб-гвардии Измайловский полк, но фактически там не служил. В 1776 году был переведён в бомбардирскую роту Лейб-гвардии Преображенского полка, в котором и начал свою действительную службу. В 1787 году Михаил Хитрово был уволен в отставку с чином капитана, но вскоре снова принят на службу ротмистром: сначала в Казанский кирасирский, а затем в Санкт-Петербургский драгунский полк. 
В 1788 году, уже в чине секунд-майора, принял участие в Русско-турецкой войне 1787—1791 годов: отличился при штурме и взятии Очакова войсками светлейшего князя Г. А. Потёмкина, за что был награждён орденом Святого Владимира 4 степени с бантом. В 1789 году участвовал в бою при Каушанах (13 сентября), взятии Аккермана (28 сентября) и Бендер (3 ноября). После заключения мира с Турцией, был за отличия произведён в премьер-майоры. Переведён сперва в Белорусский егерский корпус, а в 1796 году — в Низовский пехотный полк и 23 декабря 1798 года произведен в полковники.
В 1799 году Хитрово во главе полка принимал участие в Итальянском походе Суворова. С отличием участвовал в сражениях при занятии города Лекко (15 апреля) и при Маренго (5 мая), за храбрость, проявленную в последнем из этих сражений, был награждён орденом Святой Анны 2 степени.
С 15 мая по 20 июня Хитрово находился при передовых постах в Альпийских горах, с 6 по 10 июля — при осаде и взятии крепости Алессандрии, с 23 по 27 июля участвовал под руководством П. И. Багратиона в занятии замка Серравалле. В генеральном сражении при Нови вновь отличился, за что был пожалован командорским крестом ордена Святого Иоанна Иерусалимского.
Затем участвовал в Швейцарском походе Суворова: в сражении при Сен-Готарде, при преследовании неприятеля до Чёртова моста, переходе с боем через мост и во всех дальнейших боевых действиях вплоть до окончания кампании. Вскоре после возвращения в Россию был произведён в генерал-майоры и назначен шефом Нижегородского пехотного полка. 
Во главе этого полка принимал участие в Русско-турецкой войне 1806—1812 годов. В 1807 году участвовал в осаде Измаила, в 1809 году был ранен пулей в шею во время неудачного штурма крепости Браилов, в 1810 году участвовал в бомбардировке Туртукая и осаде Рущука.
В 1811 году командовал 2-й бригадой 26-й (к 1914 году — 7-й) пехотной дивизии, но в том же году вышел в отставку по состоянию здоровья — сказались последствия пулевой раны, полученной под Браиловым, и вплоть до 1816 года лечился и не служил.
В 1816 году Хитрово был снова принят на службу и недолгое время (1816—18) командовал сперва 2-й, а затем 1-й бригадой 27-й (к 1914 году — 13-й) пехотной дивизии, но уже в 1818 году был назначен «состоять по армии» (без определённой должности). В 1819 году Хитрово стал начальником 9-го округа внутренней стражи. В том же году несколько месяцев был председателем переведенной из Варшавы и Гродно счетной провиантской комиссии по продовольствию войск в царстве Польском.
В 1833 году вышел в отставку.
Скончался генерал-майор Хитрово в 1848 году.